# Angus T. Jones
Angus Turner Jones (* 8. října 1993, Austin, Texas, USA) je americký herec známý především díky své roli Jakea Harpera v americkém sitcomu Dva a půl chlapa se slavnými herci jako Charlie Sheen nebo Ashton Kutcher

## Biografie
Narodil se 8. října 1993 v Texasu. Jeho první filmovou rolí bylo pětileté dítě v dramatické komedii Milionář. V roce 2002 se objevil po boku Dennise Quaida ve filmu Hráč. V roce 2003 obdržel svou významnou roli Jakea Harpera v sitcomu Dva a půl chlapa. V tomtéž roce hrál ve filmech jako Král džungle 2 nebo Dům naruby. Prozatím se naposledy objevil v roce 2005 ve filmu The Christmas Blessing.
Objevil se také v epizodní roli v seriálu Disney Channel Hannah Montana jako J.T.
Svého času byl nejlépe placená dětská televizní hvězda, která si za jeden díl, který se obvykle stihl natočit za 1 - 2 dny, přišla na 350 tisíc dolarů. V listopadu 2012 se Jones objevil v YouTube videu sdíleném církví zvanou Forerunner Chronicles sídlící v Alabamě, kde naléhal na diváky a fanoušky seriálu Dva a půl chlapa, aby bojkotovali tuto show, a přestali jí sledovat a aby si, doslovně, "přestali plnit své hlavy špínou" Dále řekl: "Nemohu být bohabojný člověk a zároveň účinkovat v této televizní show, Necítím se dobře když se učím co přikazuje bible a zároveň v této show účinkuji."
Nicméně, zatím se objevil i v dalších dílech v roce 2013-2014.

## Filmografie
- Milionář (1999) - Postava: pětileté dítě
- Večeře u přátel (2001) - Postava: Sammy
- Flek (2001) - Postava: James
- Hráč (2002) - Postava: Hunter Morris
- Láska z dětství (2003) - Postava: Tye Powell
- Král džungle 2 (2003) - Postava: George junior
- Dva a půl chlapa (2003-2011) - Postava: Jake Harper
- Dům naruby (2003) - Postava: Georgey Sanderson
- The Christmas Blessing (2005) - Postava: Charlie Bennett
- Hannah Montana:Forever (2010) - Postava: J.T.